# Régio da Emília
Régio da Emília (em italiano: Reggio Emilia) é uma comuna italiana da região da Emília-Romanha, província de Régio da Emília, com cerca de 169.223 habitantes. Estende-se por uma área de 231 km², tendo uma densidade populacional de 612 hab/km². Faz fronteira com Albinea, Bagnolo in Piano, Bibbiano, Cadelbosco di Sopra, Campegine, Casalgrande, Cavriago, Correggio, Montecchio Emilia, Quattro Castella, Rubiera, San Martino in Rio, Sant'Ilario d'Enza, Scandiano.
Era conhecida como Régio (em latim: Reggium) durante o período romano.

## Demografia
| Variação demográfica do município entre 1861 e 2011                               |
|                                                                                   |
| Fonte: Istituto Nazionale di Statistica (ISTAT) - Elaboração gráfica da Wikipedia |